# Carl Aage Præst
Carl Aage Andersen Præst (født 26. februar 1922 i København, død 19. november 2011 på Frederiksberg) var en dansk professionel fodboldspiller.

## Fodboldkarriere

### Klubber
Præst indledte sin karriere i ØB som stor dreng og fortsatte i klubben som seniorspiller, idet han debuterede på klubbens førstehold i 1940. Han etablerede sig her som en målfarlig venstre wing og udgjorde sammen med Helge Bronée et frygtindgydende angreb. Med ØB var Præst og Honorée med til at vinde 2. division i 1944-1945, hvor Præst bidrog med 32 og Honorée med 26 mål, og derpå med til at holde klubben i 1. division nogle år.
Efter at have fået sit gennembrud på landsholdet ved OL 1948 i London blev han eftertragtet af store udenlandske klubber, og i 1949 blev han professionel i Italien i Juventus F.C.. Han er den udlænding i Juventus, der, med 232 kampe, har spillet flest kampe i Serie A nogensinde. Sammen med sin gamle landsholdskammerat, John Hansen, blev han en del af Juventus-angrebet og med til at vinde to mesterskaber. Efter syv sæsoner i Juventus fik han en enkelt sæson i S.S. Lazio, inden han indstillede sin aktive karriere.

### Landshold
Præst debuterede på det danske landshold i 1945 og blev straks en fast mand på holdet. Han var også sammen med Poul Pedersen med i en kamp mellem Storbritannien og et udvalgt hold af spillere fra resten af Europa i 1947, hvor briterne vandt med 6-1, men Præst blev af medierne fremhævet som en af de bedste på det udvalgte hold.
Præst var også en del af det danske landshold, der deltog i OL 1948 i London. Her vandt Danmark først 3-1 over Egypten, derpå 5-3 over Italien i kvartfinalen, hvor John Hansen scorede fire mål, flere med oplæg af Præst, inden det i semifinalen blev til et 2-4-nederlag til Sverige, der senere vandt guld ved at besejre Jugoslavien i finalen. Danmark vandt bronze ved at besejre Storbritannien med 5-3; i denne kamp scorede Præst to af målene. Holdet blev efterfølgende i Danmark kaldt Bronzeholdet, og flere af spillerne derfra blev efterfølgende professionelle i Italien, efter at de store italienske klubber var blevet imponeret af danskerne efter det italienske nederlag i kvartfinalen.
Præst rejste til Italien, men ikke straks efter OL på grund af hans hustrus sygdom. Han nåede derfor at få yderligere fire landskampe, inden han som professionel blev udelukket fra landsholdet. I alt nåede han 24 landskampe, hvor han scorede 17 mål. På den tid var det skik og brug, at spillere, der opnåede 25 landskampe, modtog et guldur; Præsts 24 kampe berettigede ham egentlig ikke til gulduret, men DBU valgte at regne hans kamp på det udvalgte europæiske hold med, så han fik alligevel uret.

## Familie og øvrige karriere
Præst havde en omtumlet barndom, hvor han blandt andet boede på vajsenhus og hos en plejefamilie i Jylland. Han kom på kostskole som 11-årig og blev senere udlært buntmager. Trods sine genvordigheder var han taknemmelig for sin opvækst, der lærte ham at nære omsorg for sine nærmeste, hvilket blandt andet kom til udtryk ved, at han på grund af sin hustrus sygdom udskød sit udlandseventyr, der ellers bød sig til lige efter OL i 1948. Han viste også påholdenhed, da han med de penge, som DBU gav spillerne i forbindelse med landskampe, undlod at bruge dem på fin mad, men lagde dem i sin families husholdning. 
Efter afslutningen af sin professionelle karriere gjorde Præst en indsats for at samle spillerne fra Bronzeholdet og spille sommerkampe rundt om i Danmark – til DBU's store fortrydelse, men stjernernes kampe blev hurtigt en populær begivenhed og var med til at bevare OL-holdets popularitet.

## Eftermæle
I november 2008 blev Præst (sammen med Allan Simonsen) som en af de første af Dansk Boldspil-Union (DBU) optaget i fodboldens Hall of Fame for sine bedrifter på grønsværen for såvel Danmark som Juventus.
Efter meddelelsen om hans død spillede alle Juventus' spillere 26. november 2011 i kampen mod Lazio med sørgebind for at hylde den afdøde klublegende Carl Aage Præst. Han er begravet i fællesgraven Birkelunden på Søndermark Kirkegård.